# Hrvatska riječ (Sofija)
Hrvatska riječ je dvojezični časopis Kulturno prosvjetnog društva Hrvata u Bugarskoj. Prvi je broj izašao 2014. godine. Novčario ga je Središnji državni ured za Hrvate izvan Republike Hrvatske, prema projektima ovog društva bugarskih Hrvata. Izlazio je na hrvatskom i na bugarskom jeziku. Zbog izostanka daljnje potpore nakon trećeg broja list više nije izlazio i za nove brojeve potrebna je nova pomoć.